# Tyrvändö kyrka
Tyrvändö kyrka (finska: Tyrvännön kirkko) är en luthersk träkyrka i Tyrvändö i Hattula i det finländska landskapet Egentliga Tavastland. Kyrkan som byggdes mellan 1793 och 1801 invigdes officiellt år 1803. Nära kyrkan ligger Tyrvändö sockenmagasin från 1850. Numera fungerar magasinet som ett museum.
Tyrvändö kyrka är skyddat enligt kyrkolag.

## Historia och arkitektur
Tyrvändö kyrka var byggt av byggmästaren Matti Åkerblom enligt Kungliga överintendetsämbetets ritningar och färdigställd 1801.
Formen på den invändigt vinklade korskyrkan har ändrats flera gånger genom åren, särskilt vid renoveringen 1902 då även klocktornet höjdes. Kyrkklockorna, som har tillverkats i Åbo av Ambrosius Ternandt, är från åren 1704 och 1709, alltså nästan hundra år äldre än själva kyrkan. Kyrkan rymmer cirka 400 personer.  Tyrvändö kyrka har renoverats flera gånger. Den nuvarande jugendstilfasaden härstammar från förändringarna som gjordes 1902 enligt Henrik Reinhold Helins planer. De nästa större reparationerna gjordes 1947 och 1992. Enligt undersökningar gjorda 2010 är kyrkan i dåligt skick och reparationsarbetena kommer att ta flera år.

### Inventarier
Kyrkklockorna och andra kyrkoinventarier flyttades från Tyrvändö första medeltida kyrka som låg på Lepaa trädgårdsinstituts område. Till exempel predikstolen som härstammar från den gamla kyrkan är från 1690-talet. Till den nya kyrkan flyttades också flera träskulpturer, såsom ett krucifix från medeltiden. Altartavlan "Kristus ber i Getsemane" från 1853 målades av Emilie Boije efter hovmålare Robert Wilhelm Ekmans motiv. Kyrkan rymmer cirka 400 personer.